# Matisse Thybulle
Matisse Vincent Thybulle, född 4 mars 1997 i Scottsdale, Arizona i USA, är en australisk-amerikansk professionell basketspelare (SG/SF) som spelar för Portland Trail Blazers i National Basketball Association (NBA). Han har tidigare spelat för Philadelphia 76ers.
Thybulle deltog också vid de olympiska sommarspelen 2020 i Tokyo, där han var med och bärgade bronsmedalj med det australiska basketlandslaget.
Thybulle draftades av Boston Celtics i första rundan i 2019 års draft som 20:e spelare totalt.
Innan han blev proffs studerade Thybulle vid University of Washington och spelade för deras idrottsförening Washington Huskies.